# Svitačová dolina
Svitačová dolina je údolí v Lúčanské Malé Fatře, nedaleko obce Kunerad u Rajeckých Teplic. Protéká jí Kuneradský potok a je dlouhá asi 6 km.
Táhne se východním směrem od Kuneradského zámku k úpatí hory Vidlica. Od zámku vede dolní částí údolí žlutá turistická značka, která údolí v jeho poslední třetině opouští a končí na vrcholu Veterné.